# Funny Wonder
Funny Wonder è stata una testata edita nel Regno Unito dalla Amalgamated Press. La prima serie venne pubblicata dal 30 luglio 1892 al 25 maggio 1901 e aveva contenuti di natura satirica. La seconda serie venne pubblicata dal 26 dicembre 1914 al 16 maggio 1942, quando si fuse con un'altra testata, Wonder, che poi si fuse con Radio Fun nel 1953. Questa nuova testata era rivolta, rispetto alla precedente Funny Wonder, molto di più ai bambini.
Nel 1915 Funny Wonder cominciò a far apparire Charlie Chaplin's Comic Capers in prima pagina. Fu il primo dei fumetti della Amalgamated Press ad avere un proprio speciale annuale che esordì nel 1935 e venne pubblicato fino al 1941, quando la serie venne chiusa a causa della seconda guerra mondiale.
Vennero editi 1404 numeri prima che la testata si fondesse con Jester, la quale precedentemente era inclusa come sezione estraibile nelle edizioni estere, e con Halfpenny Wonder. Fra gli autori ci fu Reg Parlett.